# Kurōdo-dokoro
Le Kurōdo-dokoro (蔵人所), souvent traduit par « chancellerie privée », est un organe du gouvernement impérial japonais, fondé en 810 par l'empereur Saga. Il est situé à l'extérieur de la structure de gouvernement légal décrit dans le code ritsuryō et placé directement sous l'autorité de l'empereur.
Sa responsabilité initiale est de prendre soin des archives de l'empereur et des documents impériaux ainsi que d'assister à divers besoins personnels du souverain. Cependant, au cours du IXe siècle, le rôle et les responsabilités du bureau s'élargissent considérablement et, à la fin du IXe siècle, il est clairement devenu un point de contrôle au sein du gouvernement. Grâce à lui, l'empereur est pendant un moment en mesure d'exercer son influence directe sur la bureaucratie. Dans le même temps, la conduite par l'empereur des affaires officielles par le biais de cette chancellerie privée usurpe une grande partie du pouvoir et des fonctions du Daijō-kan (太政官, Conseil d'État) statutaire.

## Source de la traduction
- (en) Cet article est partiellement ou en totalité issu de l’article de Wikipédia en anglais intitulé « Kurōdo-dokoro » (voir la liste des auteurs).